# Das Feuerschiff
Das Feuerschiff (en alemany, El vaixell far) és una pel·lícula alemanya del 1963 dirigida per Ladislao Vajda i protagonitzada per James Robertson Justice, Helmut Wildt i Dieter Borsche. És basa da en una història de Siegfried Lenz, que fou adaptada novament en la pel·lícula de 1985 The Lightship.
Els muntatges de la pel·lícula van ser dissenyats pel director artístic Johannes Ott. Va ser rodada als Estudis Tempelhof de Berlín i en exteriors a Copenhage i Malmö.

## Sinopsi
El capità Freytag és home inflexible i de principis que fa a consciència el seu treball en una explotació situada al far del Mar del Nord. Per a mostrar al seu fill Fred la seva labor l'ha portat a la nau perquè vegi en què treballa de primera mà. Poc després arriben tres nàufrag. Freytag els porta a bord amb un bot salvador. Aviat s'adona que aquest va ser un greu error, perquè són tres atracadors de bancs sense escrúpols que han naufragat mentre fugien de la policia. El seu líder, elt Dr. Caspary, és un criminal de sang freda.

## Repartiment
- James Robertson Justice - Kapitän Freytag
- Helmut Wildt - Dr. Caspary
- Dieter Borsche - Steuermann Rethorn
- Pinkas Braun - Funker Philippi
- Michael Hinz - Fred Freytag
- Georg Lehn - Gombert
- Günter Mack - Zumpe
- Simon Martin - Martin
- Werner Peters - Trittel
- Sieghardt Rupp - Eugen
- Wolfgang Völz
- Xavier Cugat
- Aldo Fabrizi
- Abbe Lane

## Recepció
Fou projectada com a part de la selecció oficial del Festival Internacional de Cinema de Sant Sebastià 1963 titulada Atraco, on va passar sense pena ni glòria.